# Metamotivación
Metamotivación es un término acuñado por Abraham Maslow que describe la motivación de un grupo de gente que ha llegado a la autorrealización y sus esfuerzos van más allá de sus necesidades básicas para poder alcanzar su máximo potencial. Maslow sugería que en un principio la gente es motivada por una serie de necesidades básicas, llamada jerarquía de necesidades. Maslow afirma, "La gente autorrealizada tiene cubiertas todas sus necesidades básicas (de pertenencia, afecto, respeto y  autoestima)" . Cuando una persona navega de manera exitosa a través de su jerarquía de necesidades, satisfaciendo así todas sus necesidades básicas, Maslow propuso que entonces viajan en "un camino llamado crecimiento motivacional".
Maslow creía que debemos hacer una distinción entre los motivos de aquellos que actúan en o por debajo del nivel de autorrealización (aquellos que todavía luchan por sus necesidades básicas, o aquellos que ya las tienen cubiertas pero siguen viviendo sin propósito) y aquellos que ya están autorrealizados y tienen un propósito significativo, pues sus motivaciones difieren de una manera importante. Las necesidades de deficiencia motivan a la gente a satisfacer necesidades fisiológicas tales como hambre, sexo y amor, mientras que las necesidades de ser impulsan a una persona más allá de la autorrealización y la llevan a alcanzar su potencial máximo inherente.

## La perspectiva de Maslow
Maslow tenía una forma optimista y humanista de ver a la humanidad. Él consideraba que el impulso nato hacia la autorrealización benéfica en todo aspecto a la sociedad. Desde la perspectiva de Maslow, una vez que las personas cubrían sus necesidades básicas, eran libres de explorar sus habilidades y desarrollar aún más esas habilidades. Movidos por la metamotivación las personas son más espontáneas y libres para ser ellas mismas y a la vez exploran su máximo potencial creando así una vida plena.
No toda la gente que satisface sus necesidades básicas automáticamente son motivadas por las necesidades del ser. En su libro principal, Farther Reaches of Human Nature, Maslow afirmaba que las personas que son autorrealizadas e impulsadas por la motivación "son personas dedicadas, devotas a otras tareas 'fuera de sí mismas', a alguna vocación, deber o trabajo ideal". Maslow incluso dice que esta actitud puede llevar a la construcción de un destino y que estas personas, que son particularmente talentosas en su campo se pueden llamar naturales.

## Metanecesidades y metapatología
La metamotivación es lo que mueve e impulsa a un individuo hacia la autorrealización y la excelencia. La metamotivación es distinta de la motivación que opera en niveles más bajos, ya que emerge después de que las necesidades básicas se satisfacen. Estas motivaciones de bajo nivel, que Maslow llama motivaciones de deficiencia, son descritas como un tipo que opera con los cuatro niveles básicos de la jerarquía de necesidades. Estas motivaciones de deficiencia son impulsos que emergen cuando un déficit fisiológico o psicológico existe, llevando a que las acciones liberen la tensión y se restaure el equilibrio.
Maslow describe a una metanecesidad como cualquier necesidad por conocimiento, belleza o creatividad. Una metanecesidad involucra la autorrealización y constituye de los más altos niveles de necesidades, después de que las necesidades más básicas han sido cubiertas. En la jerarquía de necesidades, las metanecesidades son asociadas con impulsos que lleven a la autorrealización.
Lista de metanecesidades de Maslow:
1. Integridad (unidad)
2. Perfección (balance y armonía)
3. Terminación (fin)
4. Justicia (rectitud)
5. Riqueza (complejidad)
6. Simplicidad (esencia)
7. Vivacidad (espontaneidad)
8. Belleza (forma correcta)
9. Bondad (benevolencia)
10. Singularidad (individualidad)
11. Capacidad de jugar (naturalidad)
12. Verdad (realidad)
13. Autonomía (autosuficiencia)
14. Significado (valores)[11]

La metapatología es la frustración de la autorrealización al no cubrir las metanecesidades. La metapatología impide a las personas que buscan la autorrealización expresar, usar y alcanzar su potencial. Las razones por las que la gente no alcanza la autorrealización incluyen infancias pobres, bajas condiciones económicas, educación inadecuada así como ansiedades y miedos y el Complejo de Jonah.